# Copley (MBTA-Station)
Copley ist der Name einer unterirdischen Light-rail-Station der Massachusetts Bay Transportation Authority (MBTA) im Bostoner Stadtteil Back Bay im Bundesstaat Massachusetts der Vereinigten Staaten. Sie bietet am namensgebenden Copley Square Zugang zu den Zweigen B, C, D und E der U-Straßenbahn Green Line.

## Geschichte
Die Station wurde am 3. Oktober 1914 als Teil des Boylston Street Subway, einer Erweiterung des Tremont Street Subway, eröffnet. Im Zuge der Renovierungsarbeiten zu Beginn des 21. Jahrhunderts wurde auch das schmiedeeiserne Eingangsgebäude neben der Boston Public Library vollständig restauriert.

## Bahnanlagen

### Gleis-, Signal- und Sicherungsanlagen
Der U-Bahnhof verfügt über zwei Gleise, die über zwei Seitenbahnsteige zugänglich sind.

### Gebäude
Der U-Bahnhof befindet sich an der Adresse 640 Boylston Street at 230 Dartmouth Street und ist vollständig barrierefrei zugänglich.

## Umfeld
An der Station besteht eine Anbindung an acht Buslinien der MBTA. In der unmittelbaren Umgebung befinden sich der Copley Square, die Boston Public Library, der John Hancock Tower, die Trinity Church und die Old South Church.